# Новый Посёлок (Назаровское сельское поселение)
В том числе ещё одна деревня Новый посёлок имеется в этом же районе — но в Судоверфском сельском поселении.
Но́вый Посёлок — деревня Шашковского сельского округа в Назаровском сельском поселении Рыбинского района Ярославской области .
Деревня расположена между реками Колокша и Смердовка на удалении около 500 м к северо-востоку от автомобильной дороги Рыбинск-Тутаев (по левому берегу Волги). Деревня построена в 1970-80 годах в связи с политикой укрупнения деревень и с тех пор является местным центром. В деревне функционирует магазин. Вокруг деревни на удалении не более 1 км расположено несколько старых деревнь: на автомобильной дороге деревня Ераково, в котором размещается почтовое отделение, к востоку — Федюшино, к северо-востоку, за небольшим ручьём, впадающим в Колокшу — Титовское, а к северо-западу, за Колокшей — Фёдоровское .
На 1 января 2007 года в деревне числилась 70 постоянных жителей. Почтовое отделение Ераково обслуживает в деревне 69 домов.. Дети из деревни посещают школу в Шашково.